# Claude-Joseph Dorat

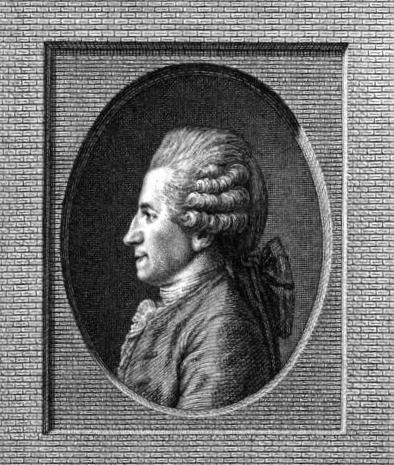
Porträt von Claude-Joseph Dorat

Claude-Joseph Dorat (* 31. Dezember 1734 in Paris; † 29. April 1780 in Paris) war ein französischer Schriftsteller des 18. Jahrhunderts und ein Gegner der Philosophie der Aufklärung. Zu Lebzeiten insbesondere als Autor zahlreicher Theaterstücke bekannt, wird er heute vor allem als Autor zweier Briefromane geschätzt.

## Leben und Werk
Dorat stammte aus einer adeligen Beamtenfamilie mit Wurzeln in der Region Limousin. Ein Vorfahre, Jean Dorat (1508–1588), war einige Jahre Lehrer des Dichters Pierre de Ronsard gewesen. Der Vater sah für den jungen Dorat eine juristische Karriere vor, doch Dorat strebte nach militärischem Ruhm und trat mit 23 Jahren in die Truppe der königlichen Musketiere (Mousquetaires du Roi) ein. Eine streng religiöse (jansenistische) Tante intervenierte und verlangt von ihrem Neffen, die Armee zu verlassen, was er nach einem Jahr, 1758, tat.

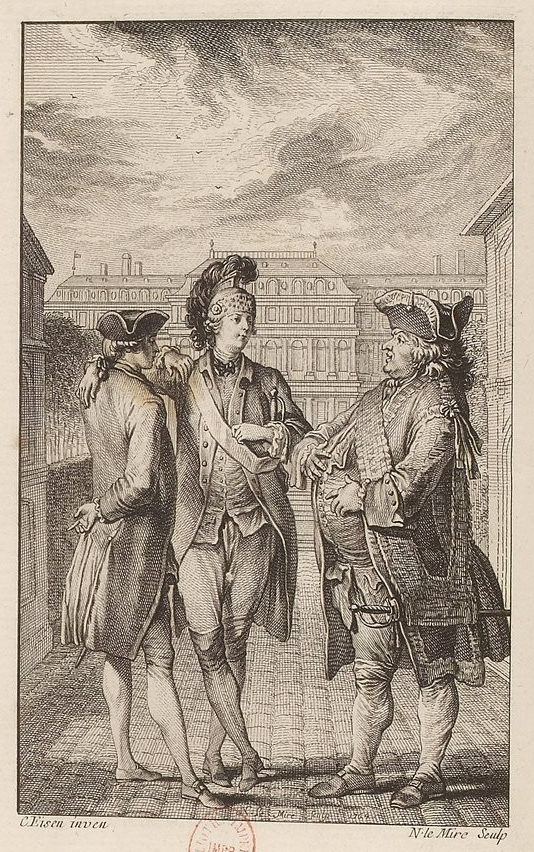
Claude Joseph Dorat zur linken und Alexandre-Frédéric-Jacques Masson de Pezay in der Mitte, in der Uniform der Dragoner, dragon. Kupferstich von Charles Eisen aus dem Jahre 1764

Anschließend widmete er sich ganz der Schriftstellerei und suchte den Erfolg mit verschiedenen Gattungen: mit Gedichten unterschiedlichster Art, dann mit fiktiven Briefen, Verserzählungen, Heroiden, schließlich mit einer ganzen Serie von Theaterstücken. Die zahlreichen Publikationen trieben ihn in den finanziellen Ruin, weil er die Werke häufig in aufwendig ausgestatteten, reich illustrierten Ausgaben erscheinen ließ. Zwar brachten diese Aktivitäten nur einen begrenzten literarischen Ruhm, Dorat erreichte aber doch einen gewissen Bekanntheitsgrad in kultivierten Kreisen und in der Pariser Gesellschaft. Seine Publikationen wurden zudem regelmäßig in der Correspondance littéraire von Grimm und Meister sowie in L’année littéraire von Fréron rezensiert, was von der Aufmerksamkeit zeugt, die man Dorat widmete. Dorat wurde der Protégé von Fanny de Beauharnais, die ab 1762 einen literarischen Salon führte, in dem man ihn als literarischen Vordenker feierte.
Dorat näherte sich zunehmend dem konservativen Lager von Élie Catherine Fréron an und distanzierte sich von den Denkern der Aufklärung, vor allem von Voltaire und dem Kreis um die Encyclopédie. Schon 1765 beispielsweise zog er mit scharfzüngigen satirischen Versen gegen Voltaire die Aufmerksamkeit auf sich. Im Jahre 1777 ließ er die gegen die aufklärerischen Philosophen gerichtete Komödie Les Prôneurs, ou le tartuffe littéraire aufführen, die insbesondere Jean-François de La Harpe, Jean-Baptiste le Rond d’Alembert und Julie de Lespinasse angriff.
Diese Angriffe führten dazu, dass er bei seinen zahlreichen Bewerbungen um einen Sitz in der Académie française chancenlos blieb. Aus finanziellen Gründen übernahm er ab 1777 die Leitung des Journal des dames. Als er 1780 starb, hinterließ er erhebliche Schulden, aber auch eine Werkausgabe, die bereits 1764 begonnen worden war und nun 20 Bände umfasste.

## Rezeption

### 18. Jahrhundert
Im 18. Jahrhundert ist Dorat vor allem als Vielschreiber mit spitzer Feder und als Autor von Theaterstücken bekannt, die jedoch nie über einen kurzlebigen Publikumserfolg hinausgehen. Die den Enzyklopädisten nahestehende Correspondance littéraire von Friedrich Melchior Grimm rezensiert seine Schriften und Stücke meist sehr kritisch und fällt ein hartes Gesamturteil über Dorat: „Man muss den Teufel im Leibe haben, um zu reimen und zu schreiben und den Druckerpressen Stoff zu liefern, wenn man rein gar nichts im Kopf hat.“ Die konservative Zeitschrift L’Année littéraire dagegen, die von dem Dorat nahestehenden Élie Catherine Fréron geleitet wird, steht seinem Werk wohlwollender gegenüber.

### 19. Jahrhundert
Gegen Ende des 19. Jahrhunderts beurteilt Louis Gustave Vapereau Dorats literarisches Werk insgesamt sehr kritisch, lobt jedoch bestimmte Aspekte der kürzeren Versdichtungen Dorats: „Diese kleinen Gedichte haben Dorats Namen vor dem Vergessen bewahrt. Sie sind schlecht konzipiert und geschrieben, ihr Stil ist häufig von einer künstlichen und ermüdenden Finesse; aber sie zeigen hübsche Details, geglückte Wendungen, feine und elegante Ausdrücke. Er hat eine große Anzahl von kleinen Dichtern hervorgerufen, die man der ‚école de Dorat‘ zurechnet.“ Zugleich erscheinen auch die ersten etwas halbherzigen Versuche, Dorat zu rehabilitieren, beispielsweise durch Desnoireterres ; diese Unternehmen haben jedoch nur begrenzten Erfolg.

### 20. Jahrhundert
Erst gegen Ende des 20. Jahrhunderts ändert sich die Einschätzung zu Dorat tiefgreifender. In dem ursprünglich 1960 erschienenen Dictionnaire des lettres françaises liest man noch: "Es fehlte Dorat, der durchaus Geschmack hatte, der Glaube an die Ernsthaftigkeit der Kunst und an die Notwendigkeit der Mühsal. Seine Stücke, Tragödien und Romane sind weder gut aufgebaut noch durchgeführt, und die Charaktere sind schwach." Winfried Engler schreibt 1984, die Schriften Dorats würden „dort originell […], wo der Dichter persifliert“.
Eine wirkliche Neubewertung und veränderte Schwerpunktsetzung vollzieht sich jedoch erst, als das Romanwerk Dorats neu bewertet wird: die beiden bis dahin wenig beachteten Briefromane Les Sacrifices de l’amour und Les Malheurs de l’inconstance wurden neu herausgegeben und als eine Brücke zwischen der sentimentalen Julie oder Die neue Heloise (1761) von Jean-Jacques Rousseau und den eiskalten Gefährlichen Liebschaften (1782) von Choderlos de Laclos erkannt. Alain Clerval, der die beiden Romane 1983 bzw. 1996 neu herausgibt, notiert: "In rund zwanzig Jahren […] schrieb der unermüdliche Dorat eine beeindruckende Zahl von Werken, die überwiegend unlesbar geworden sind, mit Ausnahme der Romane, die sich durch eine bemerkenswerte Meisterschaft auszeichnen, die Laclos ankündigt."

### Rezeption in Deutschland
In Deutschland wird Dorat schon im 18. Jahrhundert wahrgenommen. Dies zeigt sich insbesondere daran, dass von den 1770er Jahren an einige von Dorats Werken ins Deutsche übersetzt werden bzw. mehrere freie Bearbeitungen publiziert werden. Dabei ist keine klare Präferenz für bestimmte Gattungen feststellbar. Unter diesen Übersetzungen ist auch einer der beiden Briefromane Dorats, unter dem Titel Das Opfer der Liebe, oder Briefe der Vikomtesse von Senanges und des Chevalier von Versenay, der 1792 übersetzt wurde (siehe hierzu die Bibliographie).
Insbesondere zwischen Christoph Martin Wieland und Dorat bestand eine Verbindung. Einerseits war Dorat offenbar von Wieland beeinflusst. Andererseits hatte Wieland Werke Dorats in seiner Bibliothek und hätte ihn sich offenbar als Übersetzer einiger seiner Werke ins Französische gewünscht.

## Werke (Auswahl)
Eine umfassende Aufstellung der Werke Dorats findet man in der Ausgabe der Malheurs de l’inconstance von Peter Cryle.

### Theater
Tragödien
- Zulica, 1760.
- Régulus, 1765.
- Les Deux Reines, 1769.
- Zoramis, 1780.

Komödien
- La Feinte par amour, 1773. (Verskomödie)
- Le Célibataire, 1775.
- Le Malheureux imaginaire, 1776.
- Les Prôneurs, ou le tartuffe littéraire, 1777.

### Narrativik
Romane
- Les Sacrifices de l’amour, ou Lettres de la vicomtesse de Senanges et du chevalier de Versenay. 2 Bde., Amsterdam & Paris: Delalain, 1771. − Moderne Ausgaben: hrsg. von Alain Clerval, Paris: Le Promeneur, 1995, sowie mit einem Vorwort von Raymond Trousson, Paris-Genève: Slatkine, 1996.
- Les Malheurs de l’inconstance, ou Lettres de la Marquise de Circé et du comte de Mirbelle, 2 Bde., Amsterdam & Paris: Delalain, 1771. - Moderne Ausgaben: hrsg. von Peter Cryle, in: Romanciers libertins du XVIIIe siècle, vol. 2, Paris: Gallimard, Bibliothèque de la Pléiade, 2005, S. 409–590 sowie hrsg. von Alain Clerval, Paris: Déjonquères, 1983.

Erzählungen
- Les Dévirgineurs et Combabus, contes en vers, précédés par des réflexions sur le conte, et suivis de Floricourt, histoire françoise. Amsterdam, 1765. (Verserzählungen und Prosaerzählung)

### Theoretische Schriften
- Essai sur la déclamation tragique, 1758.
- "Réflexions sur le conte", in: Les Dévirgineurs et Combabus, contes en vers, précédés par des réflexions sur le conte, et suivis de Floricourt, histoire françoise. Amsterdam, 1765.
- La Déclamation théâtrale, poème didactique en trois chants, Paris: Sébastien Jorry, 1766. (Neuausgabe in: Écrits sur l’art théâtral (1753–1801), hg. von Sabine Chaouche, Paris: Honoré Champion, 2005, Band 1, S. 163–254.)
- "Idée sur la poésie allemande", in: Sélim et Sélima, poéme imité de l’allemand, suivi du Rêve d’un musulman, traduit d’un poete arabe; et précédé de quelques réfléxions sur la poësie allemande, Sébastien Jorry: Leipzig & Paris, 1769, p. 3–33. (Dorat lobt insbesondere Haller und Gessner als "Maler der Natur").
- "Idées sur les romans", in: Les Sacrifices de l’amour, 1771. (Dorat konstatiert die Überlegenheit der englischen Romanciers, die er "Observateurs Britanniques" nennt, gegenüber den französischen Romanciers.)

### In deutscher Übersetzung erschienene Werke
Einige Werke wurden noch im 18. Jahrhundert ins Deutsche übersetzt, wobei die folgende Aufstellung nicht zwischen Übersetzungen und freien Bearbeitungen unterscheidet.
- Barnwell im Gefängniß. Yariko in der Sklaverey. Zwey heroische Gedichte. Eine prosaische Uebersetzung. Braunschweig, 1766, 62 Seiten. (Originaltitel: Lettre de Barnevelt, dans sa prison, à Truman, son ami.)
- Dorats Versuch über die Erzehlungen. Übersetzt von C. A. S. Leipzig, 1773.
- Meine Philosophie. Aus dem Französischen des Herrn Dorat. [s.l.]: [s.n.], 1773, 48 Seiten. (Original: Ma philosophie, Name des Übersetzers unbekannt.)
- Die Kirschen. Von Wilhelm Heinse, nach Claude-Joseph Dorat. Berlin, 1773, 80 Seiten. (Freie deutsche Bearbeitung von Claude-Joseph Dorat, Les cerises.)
- Peter der Große: Ein Trauerspiel. Aus dem Französischen des ehemaligen Mousquetairs Herrn Dorat. Nebst einem merkwürdigen Fragment: Der Czarowitz von Batan. Offenbach am Mayn, gedruckt und zu finden bey Ulrich Weiß, 1777, 126 Seiten. (Name des Übersetzers unbekannt.)
- Der Ehescheue: Ein Lustspiel in fünf Akten. Von Friedrich Wilhelm Gotter, nach Claude-Joseph Dorat. Leipzig, im Verlage der Dykischen Buchhandlung, 1777.
- Die gemalte Liebeserklärung: Lustspiel in drey Aufzügen nach La Feinte par amour. Verdeutscht von Friedrich Ludewig Epheu und Garlieb Hanker. Berlin, 1782. (Verfügbar auf Mikrofiche, München: Saur, 1994, Bibliothek der deutschen Literatur.)
- Das Opfer der Liebe, oder Briefe der Vikomtesse von Senanges und des Chevalier von Versenay. Aus dem Französischen. Breslau, 1792.